# Circondario di Clusone
Il circondario di Clusone era uno dei circondari in cui era suddivisa la provincia di Bergamo.

## Storia
In seguito all'annessione della Lombardia dal Regno Lombardo-Veneto al Regno di Sardegna (1859), fu emanato il decreto Rattazzi, che riorganizzava la struttura amministrativa del Regno, suddiviso in province, a loro volta suddivise in circondari. Il circondario di Clusone fu creato come suddivisione della provincia di Bergamo.
Con l'Unità d'Italia (1861) la suddivisione in province e circondari fu estesa all'intera Penisola, lasciando invariate le suddivisioni stabilite dal decreto Rattazzi.
Il circondario di Clusone venne soppresso nel 1926 e il territorio assegnato al circondario di Bergamo.

## Suddivisione
Nel 1863, la composizione del circondario era la seguente:
- mandamento I di Clusone
  - Ardesio; Bondione; Castione della Presolana; Cerete; Clusone; Fino del Monte; Fiumenero; Gandellino; Gorno; Gromo; Lizzola; Oltresenda Alta; Oltresenda Bassa; Oneta; Onore; Parre; Piario; Ponte di Nozza; Premolo; Rovetta; Songavazzo; Valgoglio
- mandamento II di Gandino
  - Barzizza; Casnigo; Cazzano Sant'Andrea; Cene; Colzate; Fiorano di Serio; Gandino; Gazzaniga; Leffe; Orezzo; Peia; Vertova
- mandamento III di Lovere
  - Bianzano; Bossico; Castro; Endine; Esmate; Fonteno; Lovere; Monasterolo del Castello; Pian Gaiano; Pianico; Ranzanico; Riva di Solto; Rogno; Sellere; Solto; Sovere; Spinone; Volpino; Zorzino
- mandamento IV di Vilminore
  - Azzone; Colere; Oltrepovo; Schilpario; Vilminore